# Erick Rowsell
Erick Rowsell (né le 2 aout 1990 à Cheam) est un coureur cycliste britannique, actif dans les années 2000 et 2010.

## Biographie
Sa sœur aînée, Joanna, spécialiste de la piste, est notamment double championne olympique et quintuple championne du monde.

## Palmarès sur route

### Par années
- 2007
  -  Champion de Grande-Bretagne du contre-la-montre juniors
  - 2e du Tour du Pays de Galles juniors
  - 3e du championnat de Grande-Bretagne sur route juniors
- 2008
  -  Champion de Grande-Bretagne sur route juniors
  - Tour du Pays de Galles juniors :
    - Classement général
    - 1re étape (contre-la-montre)

  - 2e des Trois Jours d'Axel
- 2011
  - 3e du Tour de Berlin
- 2012
  - 5e étape du Tour de Normandie
  - 1re étape du Tour Doon Hame
  - 2e du Tour Doon Hame
- 2015
  - Tour of the Reservoir :
    - Classement général
    - 1re étape
- 2016
  - 2e étape du Tour of the Reservoir
  - 2e du Manx Trophy

### Classements mondiaux
| Année           | 2011 | 2012 | 2013 | 2014 | 2015 |
| --------------- | ---- | ---- | ---- | ---- | ---- |
| UCI Europe Tour | 684e | 381e | nc   | 510e | 914e |

## Palmarès sur piste

### Championnats d'Europe
- Pruszkow 2008
  -  Médaillé d'argent de la poursuite par équipes juniors
  -  Médaillé d'argent de la poursuite individuelle juniors
- Anadia 2011
  -  Médaillé d'argent de la poursuite par équipes espoirs

### Championnats nationaux
- 2007
  - 3e du championnat de Grande-Bretagne de poursuite juniors
- 2008
  - 3e du championnat de Grande-Bretagne de course aux points juniors
- 2010
  - 3e du championnat de Grande-Bretagne de l'américaine